# أدولفو ملينديز
أدولفو ملينديز (بالإسبانية: Adolfo Meléndez)‏ أحد رؤساء ريال مدريد من 1908 إلى 1916 وأيضا في ولاية أخرى من عام 1936 إلى 1940.